# Välaberget
Välaberget är en klätterklippa och en historisk lavlokal på fjället Vällistes skogbeklädda nordöstsluttning. Huvuddelen av klippan är öst-sydöstvänd. Huvudväggen är mellan 8 och 17 meter hög.

## Klättring
På klippan finns ett trettiotal klätterleder av mycket god kvalité och varierande svårighetsgrader. 
Det så kallade "aidblocket" är ett stort stenblock nedanför huvudväggen, där det är tillåtet att bedriva aidklättring. Det finns även en samling aidleder på huvudväggen (från C2 till A4). Samtliga aidleder, och många av friklätterlederna är klättraren Pierre Olssons verk.
Leden "Joshua" är kanske den mest omtalade och består av en ensam, bred spricka som klyver en mycket brant vägg och ett "tak". Den klättrades första gången av Josef Nyström, boende i den närbelägna samhället Undersåker, och är graderad till 8-.
Det finns också stor möjlighet till bouldering då många stora block finns nedanför huvudväggen.

## Lavar
På vissa platser på klipporna växer sällsynta lavar, bland annat den mycket sällsynta arten elfenbenslav, som dessutom är starkt hotad och fridlyst. Här finns även grangytterlav, grynlav, pudrad rosettlav, lunglav och skrovellav som alla är hotade och sällsynta i olika grad.

Elfenbenslaven upptäcktes år 1919 vid Välaberget (då kallat Valberget) av Greta Sernander Du Rietz (gift med Einar Du Rietz). Det var då det andra fyndet i Sverige och hon skrev följande:
”Vid ett besök på Valberget i Undersåker s:n den 12 juni 1919 fann jag ovanstående märkliga och vackra lav nere vid foten av bergets sydostsida. Den uppträdde på en överluta av ett stenblock i urens nedre del.”